# Falcon 9 Air
O Falcon 9 Air foi um veículo de lançamento de multi-estágios que começou a ser desenvolvido pela SpaceX em 2011-2012.

## História
Em dezembro de 2011 a Stratolaunch Systems anunciou que iria contratar a SpaceX para desenvolver um veículo de lançamento, em múltiplos estágios, como um derivado da tecnologia do Falcon 9, denominado de Falcon 9 Air, como parte do projeto Stratolaunch. No dia 27 de novembro de 2012 a Stratolaunch anunciou que fará parceria com a Orbital Sciences Corporation, em vez da SpaceX, efetivamente terminando o desenvolvimento do Falcon 9 Air.